# Lijst van Joodse verzetsstrijders in de Tweede Wereldoorlog
Dit artikel bevat een lijst met namen van Joodse verzetsstrijders in de Tweede Wereldoorlog. De lijst bevat uitsluitend personen met een eigen artikel op Wikipedia. 
De lijst bevat ook namen van verzetsstrijders die van gedeeltelijk Joodse komaf waren. In geval van arrestatie waren de consequenties voor hen doorgaans ingrijpend dan voor niet-Joodse verzetsstrijder in gelijke situaties. Zo kon bijvoorbeeld een eventuele vrijstelling voor transport komen te vervallen.

## A
- Tosia Altman
- Mordechaj Anielewicz
- Emmy Andriesse
- / Milo Anstadt
- Lucie Aubrac
- Maria Austria

## B
- Herbert Baum
- Eduard von Baumhauer
- Betty Bausch-Polak
- / Gerhard Badrian
- / Sándor Baracs
- Jacques Baruch
- Leon Beek
- Frieda Belinfante
- / Éva Besnyő
- Tuvia Bielski
- Rudi Bloemgarten
- Sara Blomkwist
- Bennie Bluhm
- Ina Boekbinder
- Rosa Boekdrukker
- Lisette Bolle
- Janny Brandes-Brilleslijper
- Rebekka Brilleslijper

## C
- / Ernst Cahn
- Virrie Cohen

## D
- // Alice David
- Barend Davidson
- Sally Dormits
- / Lore Durlacher

## E
- Marek Edelman
- Joop Eijl
- Alberto Errera

## F
- Maurice Ferares
- Abraham Samuel Fernandes
- / Adeline Salomé-Finkelstein
- Leopold Flam
- Vittorio Foa
- Recha Freier
- Leo Herman Frijda

## G
- Salomon Garf
- Henk van Gelderen
- Leone Ginzburg
- Gusta Goldschmidt
- Ronnie Goldstein-van Cleef
- Elsa Louise van Gool
- Dick Groenteman
- Max Gruber
- Eliezer Gruenbaum
- Paul de Groot

## H
- Max Hamburger
- Raphaël Halverstad
- Jacques Hartog
- Jan Hemelrijk
- Marcel Hertz
- Susanne Heynemann
- Bart van der Hoeden
- Leo Horn
- Georg Hornstein
- Isidoor Huijkman
- / Vilmos Huszár

## J
- Hertz Jospa
- Ab Jüdell

## K
- / Fritz Kahlenberg
- / Ingeborg Kahlenberg
- Hans Katan
- Richard Katan
- Sieny Kattenburg
- Maurits Kiek
- Lien Kuijper

## L
- Max Léons
- Philip de Leeuw
- / Manfred Lewinsohn
- Trui van Lier
- Truus van Lier
- Youra Livchitz
- / Heinz Loewenstein
- Artur London
- David Lopes Dias
- / Kurt Löwenstein
- Zivia Lubetkin

## M
- Franceska Mann
- Ted Marchand
- Hetty Marchand-Monasch
- Henri Silvain Nicolaas Menko
- Selma Meyer
- Jean Mesritz
- Bill Minco
- Louise de Montel

## N
- Delfincio Navarro
- Lion Nordheim
- Jaap Nunes Vaz

## O
- Mirjam Ohringer
- Betty Oudkerk

## P
- Stella Pach
- Selma van de Perre
- Moshe Pesach
- Moša Pijade
- Henriëtte Pimentel
- Menachem Pinkhof
- Mirjam Pinkhof
- Reina Prinsen Geerligs
- Ben Polak
- Lion Polak
- Rosey E. Pool

## R
- David van der Reis
- Trudel van Reemst-de Vries
- Didi Roos
- Simha Rotem
- Letty Rudelsheim

## S
- Leendert Schijveschuurder
- Bernard Schonberg
- Elka Schrijver
- Shushu Simon
- Johanna Slagter-Dingsdag
- Boruch Szlezinger
- / Walter Süskind
- Abraham Sutzkever
- Itzhak Stern
- Werner Stertzenbach
- Jo Stokvis
- Samuël Swarts
- Hannah Szenes

## T
- Greta Tak-Bosboom
- Leopold Trepper
- Betty Trompetter
- Isaäc Troostwijk
- Bep Turksma

## V
- Mol Valk
- Sieg Vaz Dias
- Alfred Veerman
- Eduard Veterman
- Rob de Vries
- Bert de Vries Robles

## W
- Abraham Wajnsztok
- Jacobus Westland
- Bob Wijnberg

## Z
- Yitzhak Zuckerman